# Îndrăgostiți pentru totdeauna
Endless Love (Îndrăgostiți pentru totdeauna) este un film american de dramă romantică din 2014 regizat de Shana Feste și co-scris de Joshua Safran. Un remake al filmului lui Franco Zeffirelli din 1981 cu același nume și a două adaptare a romanului lui Scott Spencer, filmul începe cu o distribuție de ansamblu condusă de Alex Pettyfer și Gabriella Wilde. Filmul a fost lansat pe 14 februarie 2014 de Universal Pictures în SUA și Marea Britanie, și la data de 13 februarie 2014 în Australia.
Primul trailer a fost lansat pe 23 decembrie 2013. Ca și originalul, Îndrăgostiți pentru totdeauna a primit comentarii negative din partea criticilor de film. Critica a fost făcută în principal datorită multelor libertăți față de materialul sursă original. Filmul deține în prezent un rating de 15% pe Rotten Tomatoes.

## Distribuție
- Alex Pettyfer ca David Elliot
- Gabriella Wilde ca Jade Butterfield
- Bruce Greenwood ca Hugh Butterfield
- Joely Richardson ca Anne Butterfield
- Robert Patrick ca Harry Elliot
- Rhys Wakefield ca Keith Butterfield
- Dayo Okeniyi ca Mace
- Emma Rigby ca Jenny
- Anna Enger ca Sabine
- Patrick Johnson ca Chris Butterfield
- Alexandra Bartee ca Kelly
- Meghan Mitchell
- Sharon Conley ca Dr. Edie Watanabe
- Jesse Malinowski
- Stephanie Northrup ca Dawn Besser
- Matthew Withers ca Miles
- Sonia Rose ca fata din piscină
- William Henry Milne ca băiatul din piscină

## Producție
Filmările au fost finalizate în iulie 2013. Scenele au fost filmate în regiunea Fayette, Georgia, Butts County, Lacul Jackson și la Grădina Botanica Atlanta.

## Legături externe
- Endless Love la Internet Movie Database
- Endless Love la Box Office Mojo
- Endless Love la Rotten Tomatoes
- Endless Love la Metacritic